# Joseph Goldstein
Joseph Leonard Goldstein (Kingstree, 18 aprile 1940) è un biochimico e genetista statunitense, Premio Nobel per la medicina nel 1985 con Michael Brown, grazie alle scoperte riguardanti la regolazione del metabolismo del colesterolo, con l'introduzione in medicina del concetto di recettore e del concetto di prevenzione farmacologica da affiancare a quello di prevenzione dietetica..